# Tuchal

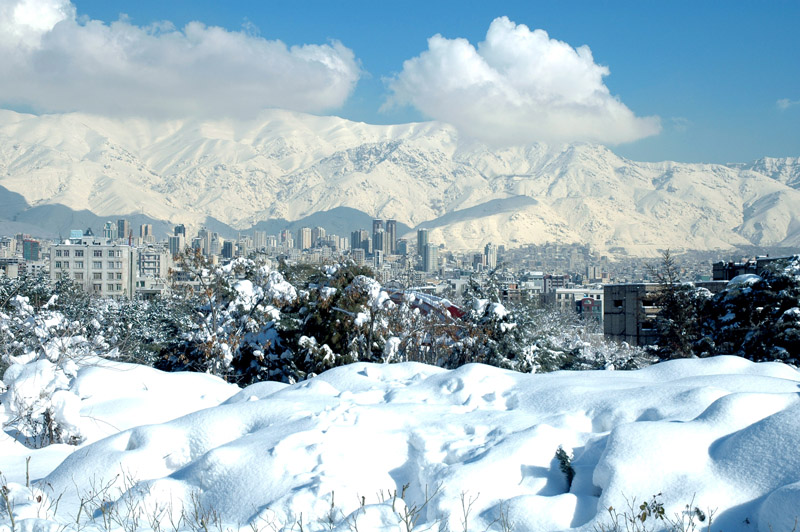
Tuchal i Teheran.

Tuchal (persiska: توچال) är ett berg som ligger i Irans huvudstad Teheran. Berget ligger i bergskedjan Alborz sydliga sluttning, som är känd som Tuchals bergsområde. Platsen är Teherans bergsklättrares och skidåkares huvuddestination. Kolakchals bergstopp, där man även kan övernatta, är 3 350 meter hög.